# Maastricht
Maastricht (limburško narečje Mesjtreech, mastrihtsko narečje Mestreech, francosko Maastricht) je mesto in občina v jugovzhodni Nizozemski z nekaj več kot 120.000 prebivalci. Je glavno mesto province Limburg.
Maastricht se nahaja na obeh straneh reke Meuse (nizozemsko Maas), in na sotočju z reko Jeker (francosko Geer).
Maastricht se je razvil iz rimske naselbine v srednjeveški verski center, mestno garnizijo in zgodnje industrijsko mesto.  Danes velja Maastricht za enega bogatejših kulturnih centrov, ki ima 1677 enot nacionalne dediščine (Rijksmonumenten), kar je drugo največje število na Nizozemskem za Amsterdamom. Poznan je tudi po Maastrichtski pogodbi iz leta 1992 kot rojstni kraj Evropske unije in enotne evropske valute evra.  Mesto je priljubljeno med turisti in ima veliko naraščajočo mednarodno študentsko populacijo. Maastricht je član Zveze najstarejših evropskih mest in je del evroregije Meuse-Ren, ki vključuje bližnja mesta Aachen, Eupen, Hasselt, Liege in Tongeren.

## Etimologija
Ime Maastricht izhaja iz latinščine Trajectum ad Mosam (ali Mosae Trajectum), kar pomeni »prehod na reki Meuse«, in se nanaša na most, ki so ga zgradili Rimljani. Latinsko ime se prvič pojavi v srednjeveških dokumentih in ni znano, ali je bilo to tudi uradno ime v rimskih časih. Prebivalci Maastrichta se imenuje Maastrichtenaar medtem ko so v lokalnem narečju bodisi Mestreechteneer ali pogovorno, Sjeng (izhaja iz prej priljubljenega francoskega imena Jean).

## Zgodovina

### Najstarejše mesto na Nizozemskem
Še vedno se razpravja o tem ali je Maastricht najstarejše mesto na Nizozemskem. Nekateri menijo da je Nijmegen najstarejši, predvsem zato, ker je bil prva naselbina na Nizozemskem, ki je dobila rimske mestne pravice. Maastricht jih ni, a je kot naselje starejši. Poleg tega je Maastricht neprekinjeno poseljen že od rimskih časov kar potrjuje veliko število arheoloških najdb, Nijmegen pa ima vrzel v svoji zgodovini - praktično ni dokazov o bivanju v zgodnjem srednjem veku.

### Zgodnja zgodovina
Ostanke Neandertalcev so našli na zahodu Maastrichta (nahajališče Belvédère). Poznejši so  ostanki iz paleolitika, stari med 8.000 in 25.000 let. Kelti so živeli tukaj okoli 500 pred našim štetjem, na mestu, kjer je bila reka Meuse plitva in enostavna za prečkanje.
Ni znano kdaj so v Maastricht prišli Rimljani ustanovili naselje. Rimljani so zgradili most čez Meuse v 1. stoletju, v času vladavine cesarja Avgusta. Most je bil pomemben člen na glavni rimski cesti med Bavayem in Kölnom. Rimski Maastricht je bil verjetno relativno majhen. Ostanki rimske ceste, most, versko svetišče, rimska kopel, kašča, nekatere hiše in stene in vrata kastruma iz 4. stoletja, je bilo izkopano. Fragmenti lokalnih rimskih kipov, pa tudi kovanci, nakit, steklo, keramika in drugi predmeti iz rimskega Maastrichta so na ogled na razstavnem prostoru javne mestne knjižnice (Center Céramique).
Po legendi naj bi, v Armeniji rojen sveti Servacij, škof iz Tongerena, umrl v Maastrichtu leta 384 in bil tam pokopan ob rimski cesti, izven kastruma. Po navedbah Gregorja Tourskega, je škof Monulph, okoli 570 zgradil prvo kamnito cerkev na Servacijevem grobu, današnja bazilika svetega Servacija. Mesto je postalo zgodnje krščanska škofij, dokler ni v začetku 8. stoletja izgubila tega statusa zaradi bližnjega  Lièga.

### Srednji vek
V zgodnjem srednjem veku je bil Maastricht del osrednjega karolinškega cesarstva skupaj z Aachnom in okolico Lièga. Mesto je bilo pomembno središče za trgovino in proizvodnjo. Merovinški kovanci, kovani v Maastrichtu, so se znašli v mnogih krajih po vsej Evropi. V 10. stoletju  je Maastricht na kratko postal glavno mesto vojvodstva Spodnje Lorene.
V 12. stoletju je mesto kulturno cvetelo. Upravniki cerkve sv. Servacija so imeli v tem obdobju pomembne položaje v Svetem rimskem cesarstvu. Mesto je imelo dve glavni cerkvi, obe v veliki meri obnovljeni in preurejeni. Maastrichtske rimske kamnite skulpture veljajo za enega od vrhuncev mozanske umetnosti. Pomembni maastrichtski slikarji so hvalili  Wolframa von Eschenbacha in njegovega Parzivala. Približno v istem času je pesnik Henric van Veldeke napisal legendo o sv. Servaciju, eno prvih del v nizozemski literaturi.
Kmalu po 1200 je mesto dobilo dvojno oblast, knezoškofa iz Lièga in vojvode iz Brabanta, ki sta skupaj vladala mestu. Maastricht je dobil mestne pravice leta 1204, kmalu zatem pa je bil zgrajen prvi obroč srednjeveškega obzidja. Ves srednji vek je mesto ostalo center za trgovino in proizvodnjo volne in usnja, a je postopoma gospodarsko nazadovalo. Po kratkem obdobju gospodarskega razcveta v 15. stoletju, je gospodarstvo mesta trpelo v času verskih vojn v 16. in 17. stoletju in ni okrevalo vse do industrijske revolucije v začetku 19. stoletja.

### 16. do 19. stoletje
Pomembna strateška lokacija Maastrichta je v tem obdobju povzročila gradnjo impresivne palete utrdb okoli mesta. Španska in nizozemska garnizija je postala pomemben dejavnik v gospodarstvu mesta. Leta 1579 je mesto oplenila španska vojska pod vodstvom generala Alexandra Farneseja, vojvode iz Parme (Obleganje Maastrichta (1579)). Po več kot petdeset letih španske krone je prevzel oblast vojvoda Brabanta kot skupno suverenosti nad Maastrichtom. Leta 1632 je mesto zavzel princ Friderik Henrik Oranski in nizozemska kraljevina je zamenjala špansko krono v skupni vladi Maastrichta.
Drugo obleganje Maastrichta (1673) se je dogajalo v francosko-nizozemski vojni. V juniju 1673 je Ludvik XIV. oblegal mesto, ker so bile francoske bojne linije ogrožene. Med obleganjem je Vauban, slavni francoski vojaški inženir, razvila novo strategijo, in razgradil močne utrdbe okoli Maastrichta. Njegov sistematičen pristop ostaja standardna metoda za napad trdnjave do 20. stoletja. 25. junija 1673, medtem ko se je pripravljala nevihta nad mestom, je bil kapetan-poročnik Charles de Batz de Castelmore, znan tudi kot Comte d'Artagnan, ubit z mušketo zunaj Tongerse Poort. Ta dogodek je bil opisan v Dumasovem romanu Vicomte de Bragelonne, del D'Artagnanovih romanc. Francoske čete so zasedale Maastricht od 1673 do 1678.
Leta 1748 so Francozi znova zavzeli mesto v drugem francoskem obleganju Maastrichta, v času vojne za avstrijsko nasledstvo. Francozi so mesto zadnjič zasedli leta 1794, ko je bil kondominij ukinjen in je bil Maastricht priložen k prvemu francoskemu cesarstvu (1794-1814). Za dvajset let je bil Maastricht glavno mesto francoskega departmaja Meuse-Inférieure.
Po Napoleonovi dobi je Maastricht leta 1815 postal del Kraljevine združene Nizozemske. Imenovano je bilo glavno mesto novoustanovljene province Limburg (1815-1839). Ko so se južne pokrajine novoustanovljenega kraljestva odcepila leta 1830 (Belgijska revolucija), je nizozemska posadka v Maastrichtu  ostala zvest nizozemskemu kralju Viljemu I. Nizozemskem, tudi takrat, ko je večina prebivalcev mesta in okolice enostransko potegnila z belgijskimi revolucionarji. Leta 1831 je arbitraža s strani velesil dodela mesto Nizozemski. Vendar se niti Nizozemci, niti Belgijci s tem niso strinjali in dogovor ni bil izveden do leta 1839 oziroma  Londonske pogodbe. V tem obdobju izolacije se je Maastricht razvil v zgodnje industrijsko mesto.
Zaradi svoje ekscentrične lokacije v jugovzhodni Nizozemski in geografske in kulturne bližine Belgije in Nemčije, integracija Maastrichta in Limburga v Nizozemsko ni bila lahka. Maastricht je ohranil izrazito ne-nizozemski videz večji del 19. stoletja in do prve svetovne vojne mesto ni iskalo smisla proti severu.

### 20. stoletje in do danes
Zgodaj v  drugi svetovni vojni so mesto zavzeli Nemci v bitki za Maastricht maja 1940. 13. in 14. septembra 1944 je bilo to prvo nizozemsko mesto, osvobojeno od zavezniških sil. Trije mostovi preko Meuse so bili v vojni uničeni ali močno poškodovani. Kot drugod na Nizozemskem, je večina maastrichtskih Judov umrla v nacističnih koncentracijskih taboriščih. 
V drugi polovici stoletja se je tradicionalna industrija (znana maastrichtska keramika) zmanjšala in mesto se je preusmerilo v storitveno gospodarstvo. Univerza v Maastrichtu je bila ustanovljena leta 1976. Več evropskih institucij je našla svojo bazo v Maastrichtu. Leta 1992 je bila tukaj podpisana Maastrichtska pogodba, ki je vodila k oblikovanju Evropske unije in evra.
Velik del mestnega središča so bil saniran, vključno okolica glavne železniške postaje, glavna nakupovalna ulica Entre Deux in nakupovalni center Mosae forum, Maasboulevard - promenada ob reki Meuse. Poleg tega je bila zgrajena nova četrt (nov Bonnefanten muzej, javna knjižnica, gledališče in več stanovanjskih blokov), vse so oblikovali mednarodni arhitekti, na nekdanjih Céramique potteries v bližini centra mesta. Maastricht izgleda zlasti modernejši. Nadaljnji obsežni projekti, kot je sanacija območij Sphinx in Belvedere, so v teku.

## Geografija

### Lega
Maastricht leži na jugovzhodu Nizozemske med Belgijo in Nemčijo, na obeh straneh reke Meuse, kot tudi v bližini obeh enako govorečih Flandrije in valonske regije. Maastricht, ne samo od pogodbe dalje, velja za Evropski balkon. [3] Da je mesto na obrobju Nizozemske je čutiti v številnih krajih. Še posebej v središču mesta s svojim francoskim slogom trgovin, slaščičarn ali hotelov z imeni, kot so les Charmes ali Hôtel de l'empereur, se čuti vpliv Valonije.
Mesto meji na zahodu z belgijskima občinama Lanaken in Riemst, na jugu na Vise in na vzhodu na nizozemske občine Meerssen, Valkenburg aan de Geul in Eijsden-Margraten.

### Deli mesta
Mesto Maastricht je uradno sestavljeno iz petih okrožij, ki so razdeljene v 44 sosesk:
1. Severovzhodno okrožje: Beatrixhaven, Borgharen, Itteren, Meerssenhoven, Wyckerpoort, Wittevrouwenveld, Nazareth, Limmel, Amby
2. Severozahodno okrožje: Brusselsepoort, Mariaberg, Belfort, Pottenberg, Malpertuis, Caberg, Oud-Caberg, Malberg, Dousberg-Hazendans, Daalhof, Boschpoort, Bosscherveld, Frontenkwartier, Belvédère, Lanakerveld
3. Okrožje center: Binnenstad, Jekerkwartier, Kommelkwartier, Statenkwartier, Boschstraatkwartier, Sint-Maartenspoort, Wyck-Céramique
4. Jugovzhodno okrožje: Randwyck, Heugem, Heugemerveld, Scharn, Heer, De Heeg, Vroendaal
5. Jugozahodno okrožje: Villapark, Jekerdal, Biesland, Campagne, Wolder, St. Pieter

Občini tik ob mestu Maastricht sta severno od vasi Itteren (s približno 1500 prebivalci) in Borg Haren (približno 1850 prebivalcev). Soseski Amby Limmel, Army, Caberg, Wolder in Heugem so bile prej samostojne vasi. Mestna jedra teh vasi so se ohranila. Prebivalci obrobja govorijo drug dialekt, kot tisti v središču Maastrichta.

### Podnebje
Maastricht ima isto klimo kot večina na Nizozemske (Cfb, oceansko podnebje), vendar so zaradi lokacije med hribi, poletja po navadi toplejša (zlasti v dolini reke Meuse, ki leži 70 metrov nižje od meteorološke postaje) in zime nekoliko hladnejše, čeprav je razlika minimalna.

## Promet

### Ladijski promet
Prvo zgodovinsko pristanišče Maastricht se je preoblikovalo iz marine ('t Bassin), ki jo je bilo mogoče doseči preko Zuid-Willemsvaart ali preko zapornice na Meuse.
Drugih nekdanjih doki so zasedeni z bivalnimi ladjami ali niso več v uporabi. Ena zapornica povezuje ta nekdanji del pristanišča s kanalom "Zuid Willhelmu Vaart" in Meuse. Del nekdanje zapornice sv. Peter se uporablja kot marina. Voda je večinoma zamuljena in plitva. Druge marine se nahajajo tako v območju mesta kot tudi v okolici. Industrijsko pristanišče v Maastrichtu je Beatrix pristanišče, ki leži na kanalu Juliana.

### Železniški promet
Železniška postaja Maastricht je povezana z železniškimi povezavami v Eindhoven in Venlo preko Sittarda in Roermonda in z Liegem (linija Liège-Maastricht); čez Heerlen v Aachen. Avtobusna linija je tudi med glavno postajo (Centraal Station) in aachensko glavno postajo.
Od konca leta 2006 do začetka leta 2012 je bila vzpostavljena povezava s hitrimi vlaki iz Maastrichta preko Liège v Bruselj.

### Cestni promet
Na vzhodu se razteza avtocesta A2, ki povezuje Maastricht z Amsterdamom in Liègem, A79 z Heerlenom in v nadaljevanju po A76 / A 4 (D) v Aachen. A2 je vzhodno od starega mesta na razdalji 1,5 km povezana z N2, ki ni avtocesta. Ta pot bo zgrajena do konca leta 2016 skozi predor kralja Viljema Aleksandra, ki naj bi izboljšal vsakdanje težave v prometu.

### Letalski promet
Približno 10 kilometrov severno od centra mesta je mednarodno letališče Maastricht Aachen .

## Znamenitosti
Maastricht je znan na nizozemskem in drugod po svojih živahnih trgih, ulicah in zgodovinskih zgradbah. Mesto ima 1677 rijksmonumenten (spomenikov nacionalne dediščine), več kot katero koli nizozemsko mesto razen Amsterdama. Celotno središče mesta je zaščiteno (beschermd stadsgezicht). Urad za turistične informacije (VVV) se nahaja v Dinghuisu, srednjeveški zgradbi s pogledom na Grote Staat. Glavne znamenitosti Maastrichta so:
- Meuse, s številnimi parki in sprehajališči ob reki in zanimivimi mosti;
  - Most svetega Servacija (nizozemsko Sint Servaasbrug), deloma iz 13. stoletja; najstarejši most na Nizozemskem;
  - Hoge Brug (visoki most), moderna brv za pešce, zasnova René Greisch;
- Mestne utrdbe, vključno z:
  - Ostanki prvega in drugega srednjeveškega obzidja in več stolpov (13. in 14. stoletja);
  - Helpoort (Vrata pekla), vrata z dvema stolpoma, zgrajena kmalu po 1230, najstarejša mestna vrata na Nizozemskem;
  - Waterpoortje (Mala vodna vrata), srednjeveška vrata v Wycku, ki se uporabljajo za dostop do mesta iz Meuse, porušena v 19. stoletju, vendar obnovljena kmalu zatem;
  - Hoge Fronten (ali: Linie van Du Moulin), ostanki utrdbe iz 17. in 18. stoletja s številnimi dobro ohranjenimi trdnjavami in v bližini iz zgodnjega 19. stoletja trdnjavae Fort Viljem I.;
  - Fort Sint-Pieter (trdnjava sv. Petra), trdnjava iz zgodnjega 18. stoletja na pobočju Sint-Pietersberga;
  - Kazemate, podtalna mreža predorov, zgrajena kot gnezda za puške in topove. Ti predori so dolgi več kilometrov pod mestnimi utrdbami, nekateri osamljeni, drugi med seboj povezani. Na voljo so vodeni ogledi.
- Binnenstad: notranja mestna četrt namenjena pešcem z nakupovalnimi ulicami, vključno z Grote in Kleine Staat, Stokstraat in Maastrichter Smedenstraat. Glavne znamenitosti v Maastrichtu so tudi številne kavarne, bari in restavracije okrog treh glavnih trgov;
  - Vrijthof, ki je največji in najbolj znan trg v Maastrichtu, s številnimi znanimi gostilnami in restavracijami. Druge znamenitosti so:
    - Bazilika svetega Servacija, pretežno romanska cerkev s pomembnimi srednjeveškimi kipi (večina predvsem na westwerku in kapiteli v vzhodnem koru, konzole in reliefi in kipi v južnem portalu ali Bergportaal). Grob svetega Servacija v kripti je romarski kraj. Cerkev ima pomembno zakladnico;
    - Sint-Janskerk, gotska cerkev, posvečena sv. Janezu Krstniku, glavna protestantska cerkev od leta 1632, v bližini bazilike svetega Servacija, z značilnim rdečim stolpom iz apnenca;
    - Spaans Gouvernement (Zgradba španske vlade), 16. stoletje, nekdanja kanonikova hiša, tudi vojvode iz Brabanta in  habsburških vladarjev, zdaj Muzej aan het Vrijthof;
    - Hoofdwacht (Glavna stražarnica) iz 17. stoletja, vojaška stražarnica, ki se uporablja za razstave;
    - Generaalshuis (hiša generalov), neoklasicističen dvorec, ki je zdaj glavno gledališče (Theater aan het Vrijthof).

  - Onze Lieve Vrouweplein, slikovito trg z obilico kavarn in:
    -  Marijina bazilika, cerkev iz 11. stoletja, ena najpomembnejših romanskih stavb na nizozemskem, s pomembno cerkveno zakladnico. Morda najbolj znan po relikviariju Marije, morske zvezde v sosednji gotski kapeli;
    - Derlon Museumkelder, majhen muzej z rimskimi in starejšimi ostanki v kleti hotela Derlon.

  - Markt, mestna tržnica, popolnoma prenovljena v letih 2006-07 z znamenitostmi kot so:
    - Mestna hiša, zgrajena v 17. stoletju (Pieter Post) in velja za enega od vrhuncev nizozemskega baroka. V bližini je Dinghuis, srednjeveška mestna dvorana in sodišče z zgodnjo renesančno fasado;
    - Mosae Forum, nov nakupovalni center, ki sta ga zasnovala Jo Coenen in Bruno Albert. Znotraj Mosae Foruma je majhna razstava Citroënovih miniaturnih avtomobilov;
    - Entre Deux, prenovljen nakupovalni center v postmodernem slogu, ki je prejel številne mednarodne nagrade vključuje knjigarno, ki se nahaja v notranjosti nekdanje dominikanske cerkve iz 13. stoletja. Leta 2008 jo je britanski časopis The Guardian razglasil za najlepšo knjigarno na svetu;
- Jekerkwartier, slikovita okolica poimenovana po majhni reki Jeker, ki teče med starimi hišami in ostanki mestnega obzidja. Zahodni del soseske (imenovan tudi latinska četrt, obvladujejo univerzitetne zgradbe in umetniške šole. Znamenitosti so: številne cerkve in samostani, nekateri od gotike (stara Frančiškanska cerkev), nekaj iz renesanse (Faliezustersklooster), nekatere od baroka (Bonnefanten samostan, Valonska cerkev, luteranska cerkev); Natuurhistorisch Museum Maastricht;
- Boschstraatkwartier, več nekdanjih industrijskih objektov se je preoblikovalo v nove uporabe.
- Wyck, stara četrt na desnem bregu reke Meuse.
  - Cerkev sv. Martina, neogotska cerkev, ki jo je zasnoval Pierre Cuypers leta 1856;
  - Rechtstraat je morda najbolj slikovita ulico v Wycku, z veliko zgodovinskimi zgradbami in mešanico posebnih trgovin, umetnostnih galerij in restavracij;
- Céramique, moderna soseska na mestu nekdanjih Céramique potteries s parkom ob reki Meuse. Zdaj izložba arhitekturnih poudarkov: Wiebengahal (industrijski spomenik iz leta 1912),

Bonnefanten Muzej, Center Céramique, javna knjižnica in razstavni prostor, La Fortezza, poslovno-stanovanjska gradnja, Siza Tower, stanovanjski stolp, prevlečen s cinkom in belim marmorje, delo Álvara Siza Vieira, itd.

### Muzeji
- Bonnefanten Muzej je predvsem muzej starih mojstrov in sodobne likovne umetnosti v provinci Limburg. Zbirka vključuje srednjeveško kiparstvo, zgodnje italijansko slikarstvo, južno nizozemsko slikarstvo in sodobne umetnosti.
- Muzej aan het Vrijthof je lokalni muzej iz španski vladni stavbi iz 16. stoletja, ki se ponaša s sobami iz 17. in pohištvom iz 18. stoletja, maastrichtskim srebrom, porcelanom, steklom, pištolami in zbirko slik iz 17. in 18. stoletja lokalnih umetnikov.
- Zakladnica bazilike sv. Servacija z verskimi predmeti od 4. do 20. stoletja, zlasti tistimi, povezanimi s sv. Servacijem relikviarij, ključ in škofovska palica, doprsni kip, ki ga je podaril Aleksander Farnese, vojvoda Parmski.
- Zakladnica Marijine bazilike vsebuje verske predmete, tekstil, relikviarij, liturgične posode in druge predmetov iz srednjega veka in kasnejših obdobjih.
- Derlon Museumkelder je ohranjeno arheološko najdišče v kleti hotela z rimskimi in predrimskimi ostanki.
- Natuurhistorisch Museum Maastricht z eksponati, ki se nanašajo na geologijo, paleontologijo in rastlinstvo in živalstvo Limburga. Poudarki v zbirki je več fragmentov skeletov Mosasaura iz kamnoloma na Sint-Pietersbergu.

## Mednarodne povezave
Maastricht je pobraten z:
- Liège, Belgija
- Koblenz, Nemčija
- El Rama, Nikaragva
- Chengdu, Kitajska (od 2012)